# 昴宿三

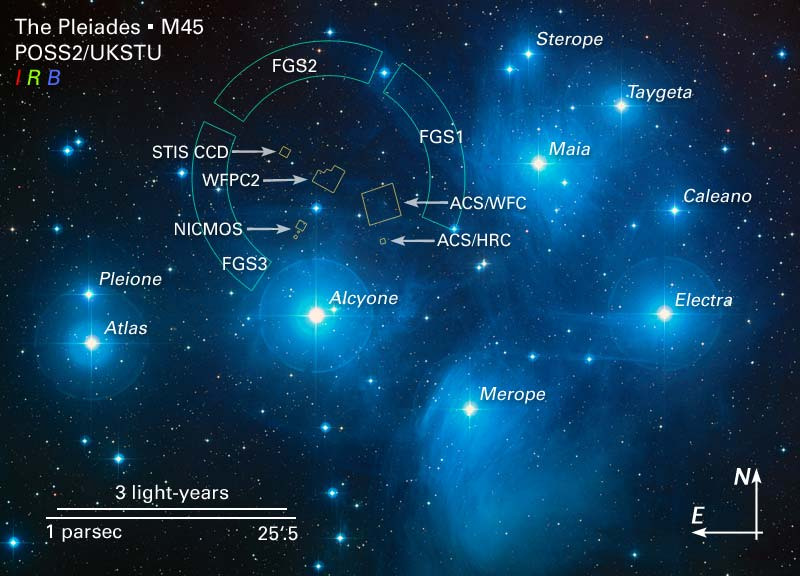
昴宿三是在昴宿星團中的一對恆星。

昴宿三（英語： /ˈstɛrəpiː/ 或英語： /əˈstɛrəpiː/是黃道星座金牛座中的一對雙星系統。它由佛蘭斯蒂德命名的金牛座21和22這兩顆恆星組成，在西方有時分別被稱為Sterope I和Sterope II。
國際天文學聯合會將Asterope這個名字專門用於金牛座21。 
因此，這兩顆星星是
- 金牛座21（或Sterope I，正式名稱為Asterope）
- 金牛座22（或Sterope II）

兩顆星星在天空中相距0.047°，等於2.82'，這比通常的肉眼解析度限制4'更近，因而使兩者一起呈現出拉長的外觀。兩者都是疏散星團昴宿星團（M45）的成員，距離太陽大約440光年。

## 命名
「Asterope」是希臘神話中的普勒阿得斯，即昴宿星團的七姐妹之一。
在2016，國際天文學聯合會組織了恆星名稱工作組 （WGSN），對星星的專有名稱進行分類和標準化。WGSN決定將專有名稱賦予單顆恆星，而不是整個多星系統。2016年8月21日核定了金牛座21的名稱為Asterope，現在它已被列入IAU核定的恆星名稱清單。

## 金牛座21
金牛座21是一顆B型主序星，視星等 +5.76。

## 金牛座22
金牛座22是一顆A型主序星，視星等 +6.43。

## 同名的物件
USS Sterope (AK-96)是一艘以恆星#昴宿三的名字命名的美國海軍巨爵級貨船。

## 外部連結
- SIMBAD 22 Tau -- Star in Cluster （页面存档备份，存于）
- Observations of the Difference of Declination of 21 Asterope and 22 Asterope, at the Transit of Wolf's Comet 1891 Sept. 3